# 胡曼奇
胡曼奇（1913年8月17日—2015年9月27日），本名胡紹芳。河南省淮陽縣人。民國37年（1948年）在河南省婦女選區當選第一屆立法委員。

## 生平
- 河南省立第一女師後期文科
- 中國國民黨開封市黨部總務組助理幹事
- 河南省立第六小學教員
- 河南省立第一小學〔淅川縣〕教員
- 河南省婦女會籌備員、理事長
- 河南省立第五小學教員[2]
- 河南省第三屆臨時參議會參議員
- 河南大學文書
- 民國37年，當選立法委員；[3]
- 1949年，到蘇州市居住，1985年，聘為江蘇省文史研究館館員[4]

## 著作
- 「難忘的印象」，胡曼奇，《開封文史資料》第8輯，1988.10，第175頁
- 「我任立法委員前後」，胡紹芳，《河南文史資料》第29輯，1989.02，第162-169頁
- 「抗戰期間轉徙憶」，胡紹芳，《河南文史通訊》1990年第1輯（總第12輯），1990.06，第55頁
- 「憶前“洛師”校長李呈符」，胡紹芳，《浚縣文史資料》第5輯，1994，第109-111頁
- 「河南婦運工作的回憶」，胡紹芳，《河南文史資料》第27輯，1988.08，第82-88頁